# Bematistes hewitsoni
Bematistes hewitsoni är en fjärilsart som beskrevs av Aurivillius 1899. Bematistes hewitsoni ingår i släktet Bematistes och familjen praktfjärilar. Inga underarter finns listade i Catalogue of Life.